# Omnia (banda)
Omnia é uma banda de pagan folk  (música folclórica pagã) dos Países Baixos cuja base é formada pelo cantor e compositor Steve "Sic" Evans - van der Harten e sua esposa Jennifer "Jenny" Evans - van der Harten .
A banda toca uma combinação de música folclórica pagã, celta e mundial em que a inspiração é tirada da natureza, do planeta como ser vivo e da liberdade pessoal. Com instrumentos acústicos caseiros, o grupo toca em festivais medievais, celtas, góticos e de fantasia na Europa. Também fazendo participações em apresentações teatrais na Holanda e na Alemanha.
A banda tem raízes musicais diversas na música irlandesa, inglesa, holandesa, alemã, bretã, belga e persa. Por conta dessa influência multicultural eles tem músicas com letras em inglês, irlandês, bretão, finlandês, alemão, latim e ainda na língua hindu. Utilizam uma série de instrumentos musicais e técnicas vocais, exóticos, antigos e modernos, como a harpa celta, harpa de boca, violão, flauta e outros instrumentos de percussão.

## Membros atuais

### Membros atuais
- Steve "Sic" Evans van der Harten (vocal, flauta, Tin whistle, bouzouki, derbak, davul, harpa de boca) [1996-presente]
- Jennifer "Jenny" Evans-van der Harten (vocal, harpa, piano, realejo, bodhrán,) [2002-presente]
- Joseph "Joe" Hennon (guitarra em DADGAD) [2018-presente]

### Ex-membros do Omnia
- Noel "Caicus" Franken (percussão)
- Joyce "Gaudia" Hellendoorn (canto, flauta e percussão)
- Saskia "Zaza" de Koningsbrugge (dança , percussão)
- Mirjam "Ursula" van den Boogaard (percussão)
- Mark "Argus" van den Broek (acrobacia e malabarismo)
- René "Gaius" de de Schuur (ecrãs)
- Ram de Tijn "Timor" (ecrãs)
- Floris "Florissimo" Pasma (malabarismo e pirofagia)
- Ben "Kleine Ben" de Koert (percussão)
- Nico "Catilina" de Malssen (percussão, mascarada, "leitor de fígado") [1995-1997]
- Angela "Thalia" de Malssen (dança) [1995-1996]
- Louis "Luka" Aubri (esgrima , didgeridoo, canto e percussão) [1996-2010]
- Susanne Ruhling (canto, dança e percussão) [1998-2003]
- Joseph "Joe" Hennon (guitarra em DADGAD) [2004-2011] [2018-presente]
- Michel "Mich" Rozek (bateria) [2007-2009]
- Misja "Barca" de Laatum (voz, percussão) [2007-2009]
- Joost "Yoast" de Es (violão e violino) [2009]
- Tom "Tommy" Spaan (bateria e percussão) [2009-2011]
- Philip Steenbergen (violão , guitarra em DADGAD, darbuka) [2010-2013]
- Satria "Sunfire" Karsono (violão, voz , banjo, Morin Khuur) [2013-2016]
- Daphyd "Crow" Sens (slideridoo , didgeridoo , harpa da boca, voz) [2011-2018]
- Rob "Thunder" de Barschot (bateria e percussão ) [2011-2018]

## Discografía

### Álbuns de estúdio

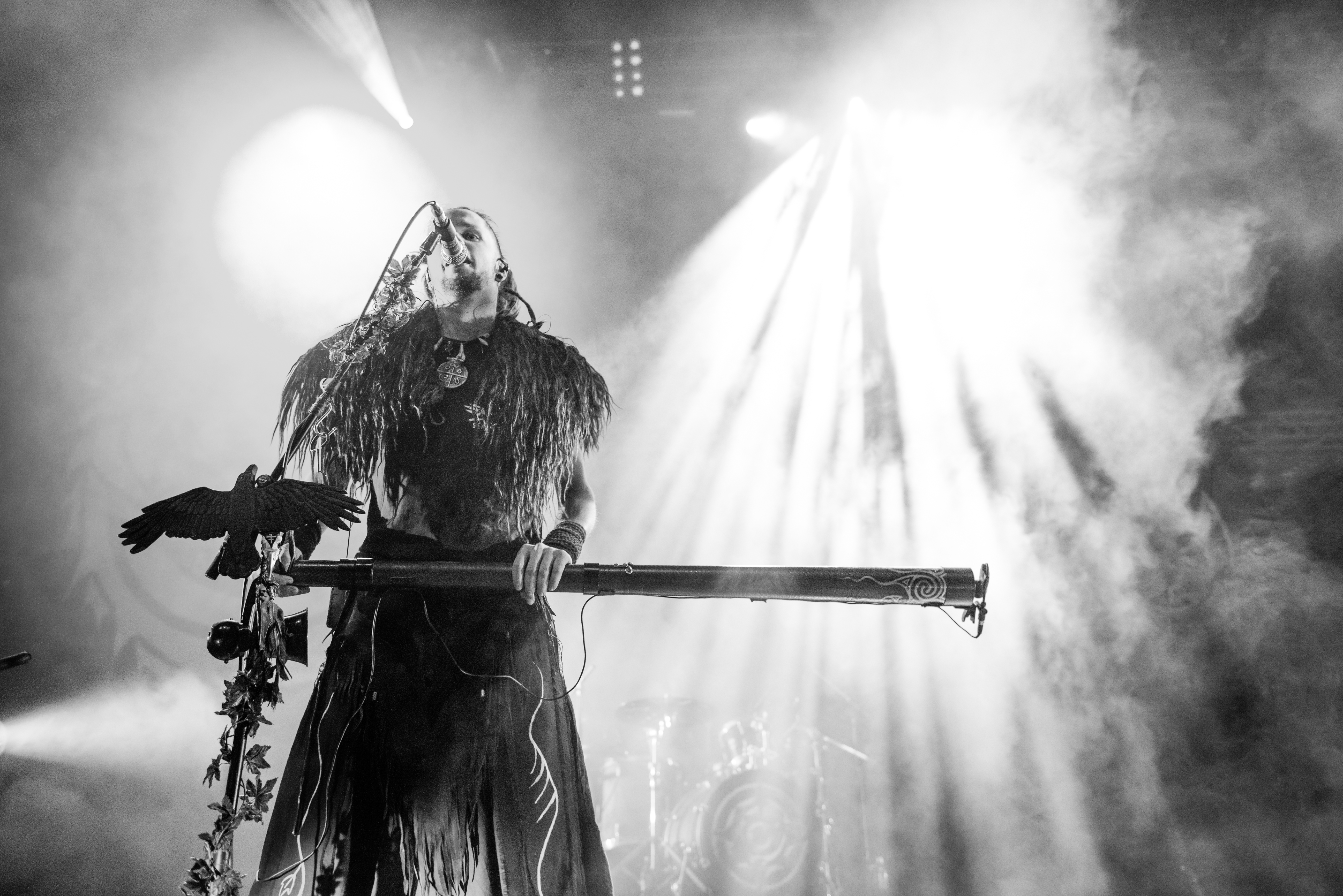
Daphyd "Crow" Sens

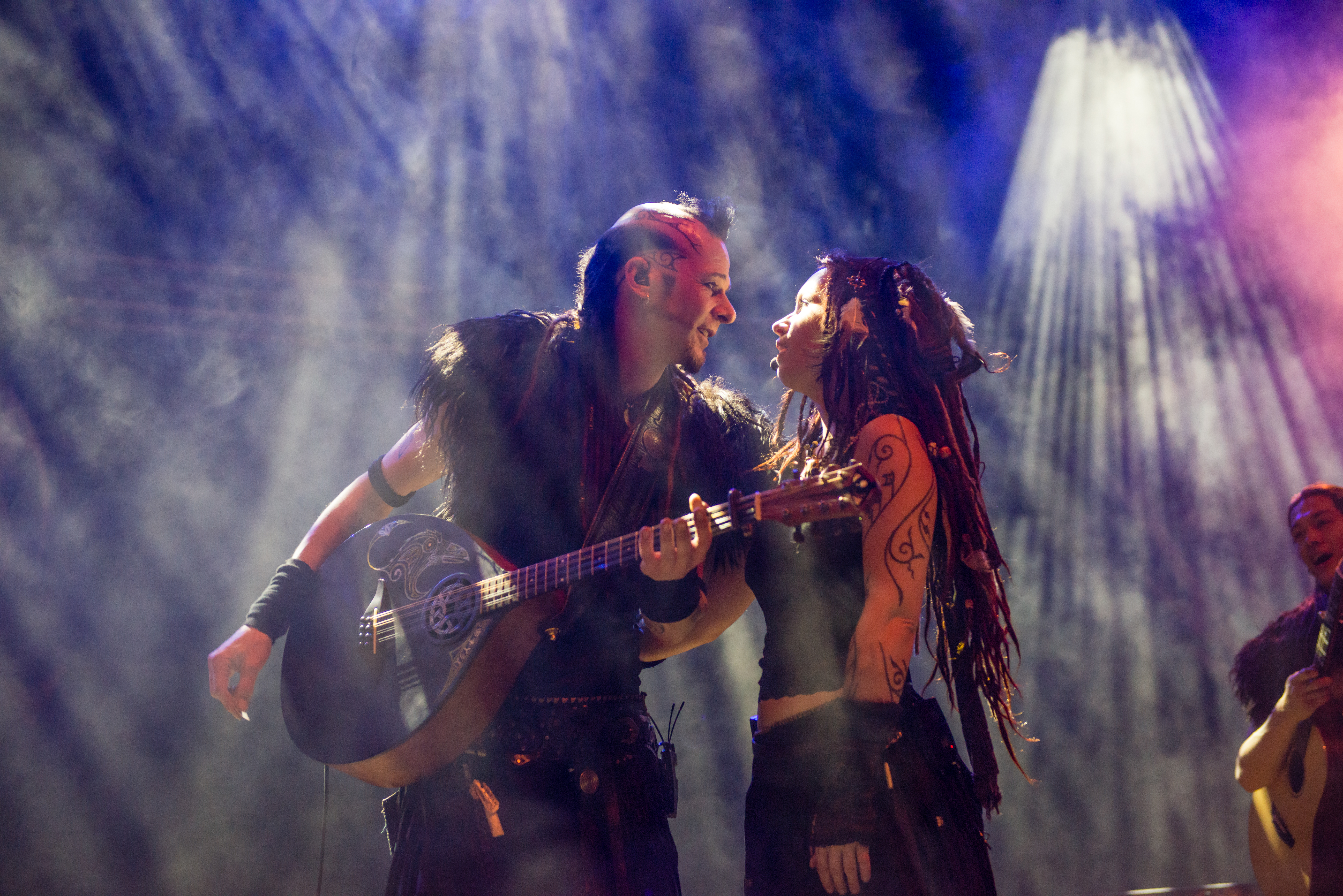
Steve and Jenny

- Sine Missione (gravado em 1998, lançado em 2000.)
- Sine Missione II (2002, Emmuty records)
- OMNIA "3" (2003, Zap Prod.)
- Crone of War (2004, Zap Prod.) —Um álbum centrado na  Mitología celta, que por exemplo, faz menção ao festival pagão Mabon tanto como ao Deus Cernunnos e a Deusa Taranis.[1]
- Pagan Folk (2006, PaganScum records) — Um álbum em que se usam numerosos instrumentos tradicionais. O estilo do álbum tem sido comparado com a banda alemã Faun.[2]
- Alive! (2007, PaganScum records)
- Live on Earth (2012)
- Earth Warrior (2014)
- Prayer (2016)

### Álbuns ao vivo
- Live Religion (2005, PaganScum records)
- PaganFolk At The Fairy Ball (2008, PaganScum records) — Álbum disponivel de forma gratuita na página oficial da banda OMNIA [3]
- Live on Earth (2012)

### Compilações
- Cybershaman (2007, PaganScum records) —  Um álbum remix que contem 8 cancões da banda Omnia no estilo Trance e eletrônico.[4]
- History (2007, PaganScum records) (American sampler)
- World Of Omnia (2009, PaganScum records)

### DVD
- Pagan Folk Lore (2008, PaganScum records) — DVD gravado em 2008 que contem diversas entrevistas da banda Omnia.